# Демченко, Михаил Васильевич
Михаил Васильевич Демченко (8 февраля 1925 — 15 июня 2012) — советский и украинский учёный и преподаватель, профессор, преподавал на историческом факультете КНУ имени Тараса Шевченко.

## Биография
Родился 8 февраля 1925 года в селе Курманы (Недригайловский район), Сумская область. Учился в средней школе в родном селе.
Участник Великой Отечественной войны. Был тяжело ранен в ногу и в 18 лет стал инвалидом первой группы. Награжден орденами Славы III степени, Отечественной войны I степени, «За мужество», общественным орденом «За боевые и трудовые достижения» III степени и многими медалями.
Учился на исторических факультетах Станиславского учительского института (1948) и Харьковского университета (1953). Рекомендован в аспирантуру на кафедру истории Украины Киевского университета имени Т. Г. Шевченко, по окончании которой в 1956 году оставлен на работу на этой же кафедре, где и проработал до выхода на пенсию в 1998 году. Работал сначала ассистентом, затем преподавателем и старшим преподавателем (1959), доцентом (1961) и профессором (1984). В 1958 году защитил кандидатскую диссертацию «Рабочее движение на Украине в годы столыпинской реакции (1907—1910 гг.)» (научный руководитель — П. А. Лавров), а в 1984 г. — докторскую диссертацию «Распространение марксизма и первые социал-демократические кружки и группы на Украине (1883—1894 гг.)». В 1959—1967 годах был главой профбюро исторического факультета. В 1962—1976 и 1982—1988 годах занимал пост парторга кафедры истории УССР.
Более 40 лет читал нормативные курсы и спецкурсы по истории Украины и украинской культуры на факультетах: историческом, филологическом, философском, экономическом, географическом, иностранных языков и журналистики. Осуществлял руководство аспирантами, написанием студентами дипломных и курсовых работ. Учебно-педагогическую работу успешно совмещал с научно-исследовательской. Изучал и разрабатывал важные и малоизученные в то время проблемы общественно-политического и национального движения на Украине в конце ХІХ — начале XX века, культурной жизни на Украине в новейший период и другие важные вопросы по истории Украины. Подготовил и опубликовал более 150 научных трудов и учебно-методических пособий по истории Украины и украинской культуры для студентов исторических факультетов. Член диссертационного совета исторического факультета по защите кандидатских и докторских диссертаций.
18 июля 2012 года был подписан Указ Президента, согласно которому Демченко назначалась пожизненная государственная стипендия как выдающемуся деятелю образования. Однако учёный так её и не получил, ещё 15 июня его не стало.

## Труды
- Робітничий і селянський рух на Україні в роки столипінської реакції (1907—1910 рр.). — К., 1959. — 71 с.;
- Історія Києва (Історія міст і сіл УРСР). — К., 1968. — 586 с. (член авт. коллектива);
- Шевченківський словник: у двох томах. — К., 1976. — 415 с., 1977. — 409 с. (соавтор);
- Поширення марксизму і соціал-демократичний рух на Україні (80-90 рр. ХІХ ст.). — К., 1983. — 182 с.;
- Культурне будівництво на Україні (1917—1990). — К., 1992.